# Phoroncidia coracina
Phoroncidia coracina is een spinnensoort in de taxonomische indeling van de kogelspinnen (Theridiidae).
Het dier behoort tot het geslacht Phoroncidia. De wetenschappelijke naam van de soort werd voor het eerst geldig gepubliceerd in 1899 door Eugène Simon.